# اسکای دو مون
اسکای دو مون (آلمانی: Sky du Mont؛ زادهٔ ۲۰ مهٔ ۱۹۴۷) بازیگر، نویسنده و صداپیشه اهل آلمان است.
از فیلم‌ها یا برنامه‌های تلویزیونی که وی در آن نقش داشته‌است، می‌توان به شیفت شب، کشتی، چشمان کاملاً بسته، پسران برزیل، عمر مختار، درک، جنگ و یادبود و زندگی عجیب و غریب بارون فریدریش فون در ترنک اشاره کرد.